# Statthalter (États allemands)
Un Statthalter était un gouverneur, représentant du souverain dans les États allemands. 

## Grand-duché de Posen
Entre 1815 et 1848, le grand-duché, en union personnelle avec la Prusse, est gouverné par un Statthalter nommé par le roi.

## Alsace-Lorraine
Entre 1871 et 1918, les territoires de l’Alsace-Lorraine étaient gouvernés par un Statthalter nommé par l'empereur allemand.

## Empire d'Autriche
- Statthalter (Cisleithanie)